# Città santa
Città santa è un'espressione usata per definire una città rilevante per una specifica religione, ad esempio perché vi è situato un monumento fortemente simbolico, un tempio importante, la residenza di un leader religioso o è meta di molti pellegrini. Ne sono esempio Gerusalemme, Roma, La Mecca, Medina, Haifa, Varanasi.

## Descrizione

### Ebraismo
Nell'Ebraismo le Quattro Città Sante: sono Gerusalemme, città che ospitava il Tempio, l'edificio sacro più importante dell'Ebraismo; Hebron, luogo di sepoltura di vari patriarchi; Tiberiade luogo dove fu composto il Talmud di Gerusalemme e centro culturale rabbinico; e Safad considerata città santa dopo l'afflusso a seguito della espulsione degli ebrei dalla Spagna nel 1492 e centro di studio cabalistico.

### Cristianesimo
Nel Cristianesimo Roma è considerata città santa perché ospitò una delle maggiori comunità cristiane delle origini e divenne poi sede del Papa. Lourdes, Međugorje, Fátima, Santiago de Compostela, Colonia sono altri luoghi santi a causa di apparizioni mariane o altri eventi che ne fecero meta di importanti pellegrinaggi. Gerusalemme è un'altra importante città santa, essendo luogo di predicazione di Gesù Cristo, che fu qui condannato e crocifisso.

### Islam
Nell'Islam la città santa più importante è la Mecca, in Arabia Saudita, città in cui è nato il profeta Maometto, e contiene la più grande moschea del mondo, il Masjid al-Haram. Medina, anch'essa in Arabia Saudita, è la seconda città santa in quanto sede della prima comunità musulmana e luogo in cui si presero tutte le decisioni politiche più importanti fino all'epoca del quarto successore (califfo) di Maometto, il cugino e genero ʿAlī ibn Abī Tālib. Altre città sante sono Najaf in Iraq  e Kerbelāʾ, dove sono rispettivamente sepolti lo stesso ʿAlī, primo Imām, e suo figlio al-Husayn ibn 'Ali, terzo Imām, ma per lo sciismo si dovrà ricordare anche Qom in Iran, poiché è il luogo dove si trova la tomba di Fāṭima al-Maʿsūma, figlia dell'Imam sciita Mūsā al-Kāẓim. 
Gerusalemme è la terza città santa, dopo Medina e La Mecca, per l'Islam sunnita e sciita, dato che Maometto iniziò in questo luogo la sua ascesa al cielo (Isrāʾ e Miʿrāj).

### Induismo e Buddhismo
Varanasi, nota anche come Benares, in India, è una città sacra degli induisti: ogni induista, almeno una volta nella sua vita, deve essersi recato a Varanasi e qui deve immergersi nel fiume sacro Gange; è anche il luogo dove vengono cremati i morti per il significato che la religione induista attribuisce alla città in relazione al saṃsāra, cioè all'eterno ciclo di morte e rinascita. Ayodhya è un'altra città sacra dell'induismo in quanto capitale del regno di Rama, l'eroe del Rāmāyaṇa, e prima di lui del re Ikshvaku, il fondatore della dinastia "solare" (Suryavamsa) dei re indiani e degli antenati di Rama. 
Lhasa, principale città del Tibet, in Cina, era anche la residenza tradizionale del Dalai Lama e per questo viene considerata città santa del Buddhismo. Ayodhya, oltre che per gli induisti è ugualmente sacra anche per i buddhisti; si tramanda infatti che il Buddha vi abbia predicato per sette anni.